# Мстислав II
Мстислав II Изяславич е велик княз на Киевска Рус (1157 – 1158, 1167 – 1169 и 1170).

## Биография
Той е син на Изяслав II Мстиславич. Заедно с баща си участва във войните със суздалския княз Юрий Дългоръки и черниговските князе. След смъртта на Изяслав той на няколко пъти помага на чичо си Ростислав да вземе властта в Киев, а след неговата смърт сам става велик княз.
При управлението на Мстислав II Киев е сполетян от едно от най-големите бедствия в историята си. На 8 март 1169 г. владимирският княз Андрей Боголюбски, син на Юрий Дългоръки, за пръв път в историята му превзема града със сила. Киев е напълно опустошен, ограбени са дори църквите и манастирите. Андрей Боголюбски се обявява за велик княз на Владимир, а за управител в Киев оставя брат си Глеб. През 1170 г. Мстислав за кратко си връща града, но отново е прогонен и умира малко след това.

## Фамилия
През 1151 г. Мстислав се жени за Агниешка, дъщеря на полския крал Болеслав III, и двамата имат трима сина:
- Роман Мстиславич, велик княз на Киев
- Светослав Мстиславич, княз на Брест
- Всеволод Мстиславич, княз на Белц и Владимир Волински